# منزل تشارلز إيفانز
منزل تشارلز إيفانز هيوز (بالإنجليزية: Charles Evans Hughes House) هو مبنى تاريخي يقع في رقم 2223 من شارع راسين في واشنطن العاصمة، الولايات المتحدة. كان هذا المنزل مقر إقامة تشارلز إيفانز هيوز، الذي شغل منصب رئيس قضاة المحكمة العليا الأمريكية، بالإضافة إلى مناصب بارزة أخرى مثل وزير الخارجية الأمريكي وحاكم ولاية نيويورك.

## الخلفية
تم إدراج المبنى في السجل الوطني للأماكن التاريخية في 11 يونيو 1979، وذلك بسبب أهميته المعمارية والتاريخية، حيث ارتبط بشخصية وطنية بارزة في السياسة والقانون الأمريكي. يقع المنزل ضمن منطقة دوبونت سيركل التاريخية في العاصمة واشنطن.

## العمارة
يتميز المنزل بطرازه المعماري الذي ينتمي إلى الطراز الكلاسيكي الجديد، وهو شائع في المباني السكنية الراقية في أوائل القرن العشرين في واشنطن. يحتوي على واجهة متناسقة وتفاصيل زخرفية كلاسيكية تعكس الذوق المعماري لتلك الفترة.

## الاستخدام الحالي
اليوم، يُستخدم المبنى كمقر إقامة رسمي لـبعثة بوروندي الدائمة لدى الولايات المتحدة، مما يضيف له بُعدًا دبلوماسيًا إلى أهميته التاريخية.

## تشارلز إيفانز هيوز
شغل تشارلز إيفانز هيوز (1862–1948) مناصب بارزة في تاريخ الولايات المتحدة، من أبرزها:
- رئيس المحكمة العليا الأمريكية (1930–1941)
- وزير الخارجية الأمريكي (1921–1925)
- حاكم ولاية نيويورك
- مرشح الحزب الجمهوري لرئاسة الولايات المتحدة عام 1916

ويُعد أحد أبرز الشخصيات القانونية في التاريخ الأمريكي.